# Streblotrichum pringlei
Streblotrichum pringlei là một loài Rêu trong họ Pottiaceae. Loài này được (Cardot) Hilp. miêu tả khoa học đầu tiên năm 1933.